# Фоменко, Виктор Сергеевич
Фоменко Виктор Сергеевич (27 мая 1964, Кривой Рог, Днепропетровская область — 2 сентября 1983, Афганистан) — советский военнослужащий, участник Афганской войны.

## Биография
Родился 27 мая 1964 года в городе Кривой Рог в рабочей семье.
В 1981 году окончил криворожскую среднюю школу № 12. С 1 сентября 1981 года учился в группе № 14 технического училища № 13 в Кривом Роге по специальности «токарь-револьверщик», которое окончил 23 июля 1982 года. Работал токарем на Криворожском турбинном заводе «Восход».
29 сентября 1982 года Центрально-Городским районным военным комиссариатом Кривого Рога призван рядовым в Вооружённые силы СССР.
В Афганистане с декабря 1982 года, водитель 863-го отдельного автомобильного батальона, 58-я отдельная автомобильная бригада. В составе подразделения неоднократно проявлял мужество, стойкость и водительское мастерство, доставляя грузы для обеспечения функционирования войск.
2 сентября 1983 года погиб при выполнении боевого задания (по другим данным умер от брюшного тифа) в Афганистане.
Похоронен на центральной аллее кладбища посёлка Камнедробительного завода в Кривом Роге.

## Награды
- Орден Красной Звезды (посмертно);
- Медаль «Защитнику Отчизны» (посмертно).

## Память
- Имя на памятнике воинам-интернационалистам Днепропетровщины, погибшим в Афганистане;
- Имя на памятнике воинам-интернационалистам в Кривом Роге;
- Памятная доска на фасаде школы № 12 в Кривом Роге, где учился Фоменко.